# Pronom personnel en français
En grammaire française, le pronom personnel est une catégorie de pronoms servant à désigner les trois types de personnes grammaticales.
La classification des pronoms en trois personnes distinctes a été héritée de la culture grecque qui appelait Personae les figurations réalisées par la flexion verbale.

## Pronoms personnels sujets

### Nature des trois personnes

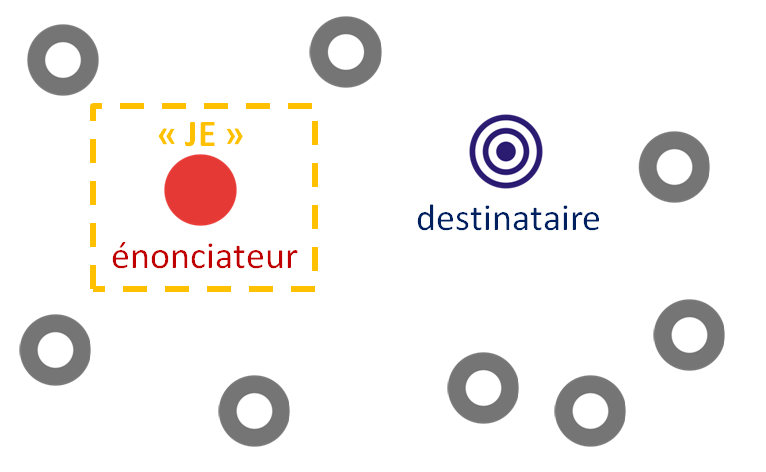
Je.
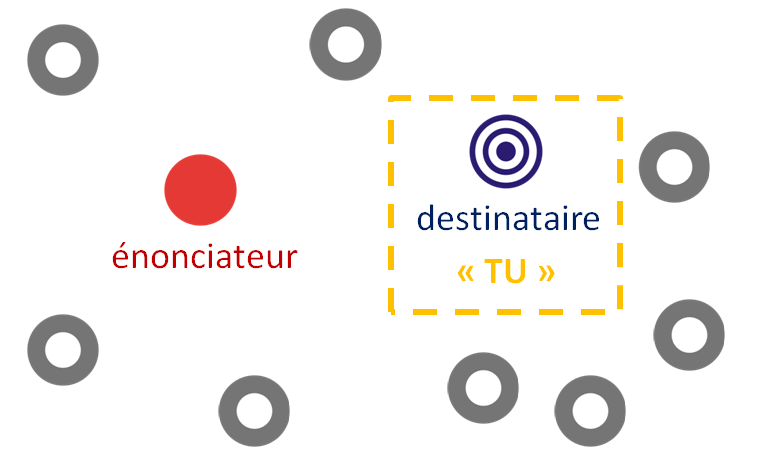
Tu.
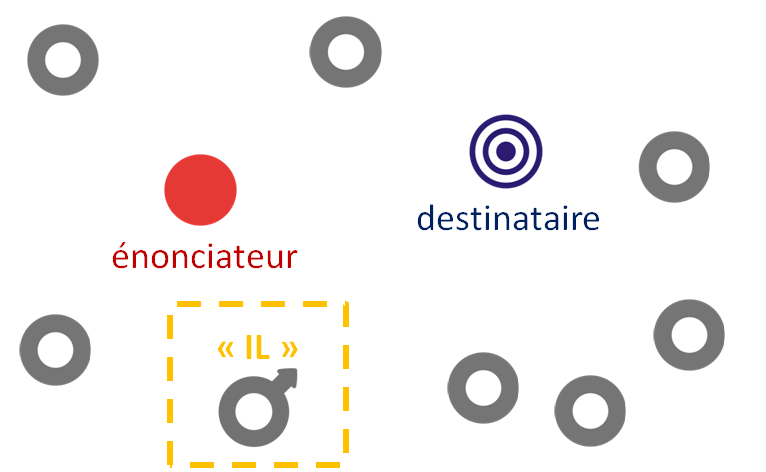
Il.
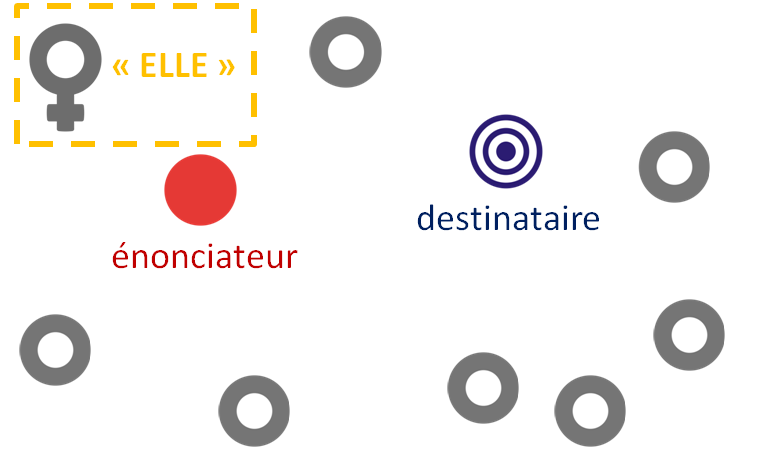
Elle.

Les trois personnes grammaticales sont :
1. La première personne, c'est-à-dire l'énonciateur ou locuteur (je) ;
1 bis. La première personne, énonciateur s'auto-désignant par un terme pluriel (nous de majesté ou nous de modestie) ;
2. La deuxième personne, c'est-à-dire le destinataire ou interlocuteur familier (tu),
2 bis. La deuxième personne, c'est-à-dire le destinataire ou interlocuteur distant (vous) ;
3. La troisième personne, c'est-à-dire la personne absente, celle dont on parle, que certains linguistes (Émile Benveniste) appellent la non-personne parce qu'elle ne participe pas à la situation d'énonciation. À la différence des deux premières personnes, le pronom utilisé en français pour la troisième est distinct selon le sexe ou le genre grammatical : au masculin, la troisième personne est désignée par il et au féminin par elle.
Il y a donc en réalité six personnes grammaticales au singulier et non trois, fondées sur des variables actives ou pas selon les cas : le genre (il, elle), la distance relationnelle (tu, vous). À noter également le pronom indéfini on et le non-emploi du pronom personnel en cas de grande distance sociale, comme dans l'expression « Monsieur est servi ».
- Les pronoms personnels des première et deuxième personnes sont des représentants référentiels, renvoyant au plan du discours en tant qu'embrayeurs, tandis que ceux de la troisième personne sont des représentants textuels, renvoyant au plan du récit.
- Les termes personne et personnel ne doivent pas induire en erreur : l'élément auquel renvoie un pronom personnel (c'est-à-dire, soit le référent, soit l'antécédent) peut être une véritable personne (un être humain), mais également, un animal, une chose, ou même, une pure abstraction :

- La première et la deuxième personnes représentent le plus souvent des êtres humains, mais peuvent, à l'occasion, représenter des choses ou des animaux personnifiés ou auxquels on s'adresse :
Que faisiez-vous au temps chaud ? […] Nuit et jour, à tout venant, je chantais. (Jean de La Fontaine - La Cigale et la Fourmi)
La fourmi s'adresse à la cigale et celle-ci lui répond.
- La troisième personne peut indifféremment représenter des êtres humains, des animaux ou des choses, sans avoir recours à la personnification :
Il vient de me dire que sa voiture est en panne et qu'elle est chez le garagiste.
Le pronom « Il » représente une personne ; le pronom « elle » représente un objet (la « voiture » en question).

### Pluriel des trois personnes
Mis à part le cas des emplois figurés, la valeur plurielle des trois personnes grammaticales est normalement la suivante.

#### Première personne
La première personne du pluriel (« nous ») inclut obligatoirement la première personne du singulier (un seul et unique « je »), plus :
- soit la deuxième personne du singulier (un ou plusieurs « tu ») ;
- soit la troisième personne du singulier (un ou plusieurs « il / elle ») ;
- soit une combinaison de ces deux hypothèses.

C'est ainsi que la phrase « Nous irons au cinéma » pourra être interprétée de différentes manières :
« Toi et moi irons au cinéma » / « Vous et moi irons au cinéma » / « Lui ou elle et moi irons au cinéma » / « Eux ou elles et moi irons au cinéma » / « Elle, vous et moi irons au cinéma » / « Eux, toi et moi irons au cinéma »…
D'autres langues distinguent le « nous » exclusif et inclusif, selon que tu fait partie ou non du groupe considéré.

#### Deuxième personne
- La deuxième personne du pluriel (« vous ») inclut obligatoirement la deuxième personne du singulier (un ou plusieurs « tu »), plus éventuellement, la troisième personne du singulier (un ou plusieurs « il / elle »).

C'est ainsi que la phrase « Vous irez au cinéma » pourra donc être interprétée de différentes manières :
« Elle et toi irez au cinéma » / « Lui et toi irez au cinéma » / « Eux et toi irez au cinéma » / « Toi et toi irez au cinéma » (où les deux occurrences du « toi » désignent deux « tu » différents) …

#### Troisième personne

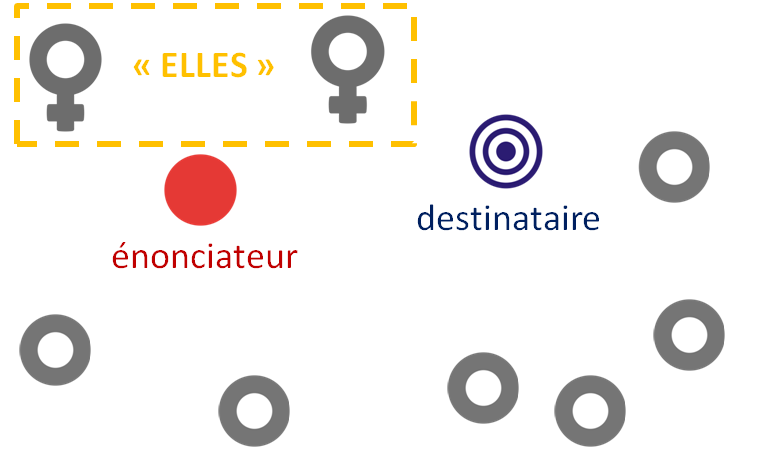
Elles.

Le pronom « ils » signifie : un « il » plus un ou plusieurs « il » ou « elle ».
Le pronom « elles » signifie toujours : deux « elle » ou davantage.
On peut dire qu'il y a 4 personnes grammaticales au pluriel : nous, vous, ils, elles. La distinction par genre entre « ils » et « elles » est moins précise qu'entre « il » et « elle » car « elles » ne concerne que des femmes, alors qu'« ils » peut concerner soit un groupe d'hommes soit un groupe mixte. Le « nous » n'indique pas si l'interlocuteur est impliqué ou non. Le « vous » est ambigu et seul le contexte de la phrase peut indiquer qu'il s'agit d'un pluriel ou d'un singulier (vouvoiement). N.B. Cette ambiguïté a disparu pour le « nous ».

### Genre de la troisième personne du singulier et du pluriel
Les langues disposent en général d'une troisième personne déclinée aux genres masculin et féminin, voire parfois neutre également. Le grec et le latin disposent d'un genre neutre dont la fonction propre est de marquer ce qui est considéré comme inanimé, mais qui peut également, dans certains cas, désigner des personnes. Les langues romanes, telles que l’italien, l’espagnol et le français, ont perdu le genre neutre en évoluant, à l'exception du roumain. Le genre neutre persiste dans les langues slaves, comme le russe, ou les langues germaniques, tels l’anglais ou l’allemand — le plus souvent pour désigner des objets inanimés ou de jeunes enfants. Au début du XXIe siècle, certaines langues voient apparaître un genre neutre pour désigner des personnes : c'est le cas de l'anglais avec le they singulier (usage ayant existé en anglais médiéval) ou du suédois avec hen, pronom inventé par une romancière suédoise dans les années 1970 avant d'être utilisé dans les formulaires pour l’administration. L'apparition de tels pronoms est controversée en France et en Espagne.
Des néologismes sont proposés pour introduire des pronoms personnels neutres en français contemporain, le pronom iel est de loin le plus utilisé. Forme condensée de il et elle, il permet de traduire le they anglais. « iel » est entré dans le dictionnaire Le Robert  en octobre 2021,,,,,,. Cet ajout a suscité  une controverse,, émanant des  milieux conservateurs et  antiféministes.

## Pronoms personnels compléments
Formes des pronoms personnels ayant une fonction de complément d'objet, direct (COD) ou indirect (COI), dans la phrase. Toutes ces formes sont normalement clitiques et sont donc placées entre le pronom sujet et le verbe dans les phrases affirmatives (mais inversées après le verbe à l’impératif et jointes à lui par des traits d’union). Les pronoms compléments peuvent également être disjoints (COI précédé d’une préposition, ou complément circonstanciel, ou même un pronom tonique qui précède pour emphaser le pronom sujet de même nombre et de même personne).
Venant de la terminologie grammaticale latine, les termes de formes accusative et dative sont parfois utilisées pour parler respectivement des formes complément d’objet direct et indirect. Cependant le COI n’inclut pas seulement la forme dative (qui serait introduite en complément non clitique par la préposition à) ; il inclut aussi la forme ablative (qui serait introduite en complément non clitique par la préposition de) dont le pronom clitique (non antéposé) se placera avant celui de la forme accusative employé comme complément d’objet second (COS), même à l’impératif (les pronoms clitiques COI et COS sont alors déplacés, après un éventuel pronom clitique COD, après le verbe ou son auxiliaire impératif, tous ces clitiques étant joints entre eux et au verbe par des traits d’union).
Exemple de pronoms objets :
- « Je t’aime. » (COD)
- « J’ai mangé une pomme. » = « Je l’ai mangée. » (COD)
- « Je lui ai parlé. » (COI)
- « Lui a-t-elle parlé ? » (COI) Ici, le pronom sujet « elle » est placé après le verbe (joint avec la particule phonétique -t-) dans le cadre de la forme interrogative.

Dans le cas où plusieurs pronoms objets sont utilisés, l’ordre syntaxique peut varier :
- « Je la lui donne. » ordre : pronom sujet + COD clitique préposé + COI clitique préposé + verbe
- « Tu me la donnes. » ordre : pronom sujet + COI clitique préposé + COD clitique préposé + verbe
- « Donne-la-moi ! » ordre : verbe impératif + COD clitique antéposé + COI clitique antéposé
- « Tu me suis. » ordre : pronom sujet + COD clitique préposé + verbe
- « Suis-moi ! » ordre : verbe (suivre) impératif + COD disjoint (les clitiques me / m’ ou te / t’ ne sont pas utilisés à l’impératif mais remplacés par les pronoms disjoints)

| Nombre    | Personne | Genre    | Clitique antéposé | Clitique antéposé | Clitique antéposé | Clitique postposé (après trait d’union) ou disjoint (après préposition pour le COI/COS) |
| Nombre    | Personne | Genre    | réfléchi          | COD               | COI/COS           | Clitique postposé (après trait d’union) ou disjoint (après préposition pour le COI/COS) |
| --------- | -------- | -------- | ----------------- | ----------------- | ----------------- | --------------------------------------------------------------------------------------- |
| singulier | 1re      | neutre   | me / m’ 1         | me / m’ 1         | me / m’ 1         | moi                                                                                     |
| singulier | 2e       | neutre   | te / t’ 1         | te / t’ 1         | te / t’ 1         | toi                                                                                     |
| singulier | 3e       | indéfini | se / s’ 1         | en                | en / y            | soi                                                                                     |
| singulier | 3e       | masculin | se / s’ 1         | le / l’ 1         | lui / en / y      | lui                                                                                     |
| singulier | 3e       | féminin  | se / s’ 1         | la / l’ 1         | lui / en / y      | elle                                                                                    |
| pluriel   | 1re      | neutre   | nous              | nous              | nous              | nous                                                                                    |
| pluriel   | 2e       | neutre   | vous              | vous              | vous              | vous                                                                                    |
| pluriel   | 3e       | masculin | se / s’ 1         | les               | leur              | eux                                                                                     |
| pluriel   | 3e       | féminin  | se / s’ 1         | les               | leur              | elles                                                                                   |

1 avant une voyelle (ou un h muet), les formes me, te, se le et la sont élidées en m’, t’, s’ et l’.
Remarques :
- les formes clitiques antéposées sont identiques selon qu’elles sont compléments d’objet direct ou indirect sauf à la troisième personne (singulier et pluriel) ;
- la seule forme clitique antéposée qui varie en genre est celle de la troisième personne du singulier COD (le / la), qui ne varie plus à la forme COI (lui) ;
- le pronom indéfini on n’a pas de forme objet isolée, mais a la forme réfléchie se ou s’ et la forme COI non clitique soi utilisée après une préposition.

## Remarques au sujet du statut du pronomon
Ces remarques servent à parfaire la liste des pronoms personnels.
En raison de ses traits morphologiques et de ses conditions d'emploi, on doit sans doute être rattaché aux pronoms personnels. Il est possible aussi qu'il y ait un lien entre on et les formes du réfléchi se, soi
1- on qui vient du latin homo signifie sujet humain. on c’est-à-dire un sujet humain peut équivaloir, selon les contextes, à tout sujet humain ou à quelque sujet humain de la même façon que le syntagme un chien peut, selon les contextes, signifier tout chien ou quelque chien.
a)
On a toujours besoin d’amis = Tout sujet humain a toujours besoin d’amis
Un chien a horreur des chats = Tout chien a horreur des chats
b)
On frappe à la porte = Quelque sujet humain frappe à la porte
Un chien aboyait = Quelque chien aboyait
2- Ces deux emplois de on paraissent bien différents. Ils n’épuisent pas la liste des usages de on qui peut aisément remplacer stylistiquement toutes les personnes à condition qu’il s’agisse, dans le cas de la troisième personne, d’un être humain. Signalons la proximité sémantique de on et de nous.
3- La forme on a les caractères des formes clitiques sujet je, nous, tu, vous, il. De même qu’on dit As-tu ?, on dit A-t-on ? avec simple inversion pour exprimer l’interrogation. En revanche en face de l’assertion « Quelqu’un est venu », on dit « Quelqu’un est-il venu ? » et non « Est venu quelqu’un ? ».
4- on d'une part et se, soi d'autre part, dit « pronom réfléchi » et rattaché traditionnellement à la troisième personne sont en distribution complémentaire. On a seulement la fonction de sujet et, par exemple, ne peut pas être complément d'objet. À l’opposé, se, soi ne peut pas exercer la fonction de sujet et exerce en revanche toutes les fonctions syntaxiques interdites à la forme on. Cela indique qu’ils pourraient être les formes d’un seul et même élément pronominal dont la forme on serait le cas sujet et se le cas régime. On observe que les formes lui et lui-même ne peuvent jamais être coréférentes de on. Il est possible de dire au choix Chacun travaille pour soi et Chacun travaille pour lui-même. En revanche, la seule forme coréférente de on est soi. On ne peut jamais dire On travaille pour lui-même, on dit toujours On travaille pour soi. On ne relève vraisemblablement pas de la troisième personne, si par troisième personne on entend le référent du pronom il non plus d’ailleurs que se et soi. On est vraisemblablement le cas sujet d’un pronom dont se est le cas régime et soi la forme tonique.

## Formalisation des pronoms personnels d'après Kamp
La représentation en DRT (Discourse Representation Theory, Kamp 1981) sert à résoudre le problème de la dynamique des pronoms dans le discours puisque la fonction première d'un pronom est de reprendre un nom, elle permet ainsi de rendre compte de l'incrémentation du discours phrase par phrase.
Soit la phrase: Le 12 janvier 2004 Sandra voit une pub dernière-minute pour Marseille. Elle y va.
Cette analyse vise à rendre la grammaire compréhensible pour les traitements du langage en informatique. Donc il est nécessaire d'avoir recours à des prédicats qui sont des ensembles de propositions formulées d'après les règles de bonne formation du programme que l'on utilise et l'analyse grammaticale doit se baser sur la compétence du programme qu'il ne faut pas confondre avec la compétence d'un être humain en matière de langage, il s'agit d'un point de vue interne à la machine. Généralement l'imbrication de propositions ne va pas de soi puisqu'il est souvent interdit par le programme et nécessite alors l'usage de variables appelées arguments Q, R, S, T, U, V qui peuvent être reliés entre eux lorsqu'ils sont les mêmes. D'abord on scinde le texte en propositions logiques, généralement de façon exhaustive lorsque l'on distingue chaque élément du discours (déterminant, nom, nom composé, etc.) et ensuite on fait une analyse propositionnelle, en principe le modèle en DRT n'admet pas la quantification.
Ici, on remarque que dans la phrase étudiée le verbe voir possède un complément : « Le 12 janvier 2004 », un sujet : « Sandra » et un objet : « une pub dernière minute », donc on peut proposer les arguments suivants : voir (complément, sujet, objet), et comme le verbe voir a une valence de 3, on écrit « voit (Q, R,S) » que l'on peut lire Q, R voit S ou soit « Le 12 janvier 2004 Sandra voit une pub dernière-minute » et ainsi de suite. On représente les pronoms anaphoriques « Elle », les autres pronoms ainsi que les embrayeurs comme l'adverbe de lieu « y » par des variables qu'il faut désambiguïser en cherchant le terme auxquels ils se réfèrent. En posant U=R on a désambiguïsé le pronom personnel anaphorique « elle » qui a été représenté par la variable U et parce que la variable R correspond au prédicat Sandra(R). De même pour le pronom complément circonstanciel de lieu V car « y »="Marseille".
| Q, R,S, T                                                                                       | U, V             |
| Le 12 janvier 2004(Q) Sandra(R) voit(Q, R,S) une pub dernière-minute(S) pour(S, T) Marseille(T) | va(U, V) U=R V=T |

## Étude

### Morphologie
Pronom tonique et pronom atone
Pronom conjoint et pronom disjoint
Pronom réfléchi et pronom non réfléchi
Pronom neutre et pronom non neutre
Différentes formes fléchies de pronoms personnels

### Syntaxe
Syntaxe du pronom personnel sujet conjoint
Syntaxe du pronom personnel complément conjoint
Syntaxe du pronom personnel disjoint